# عبد الرضا (اسم)
عبد الرضا هو أسم عربي يطلق على الذكور مكون من كلمتان هما عبد و الرضا. الرضا هو لقب ثامن أئمة الشيعة الاثنى عشرية . وهو مشتهر خصوصاً في إيران والعراق والبحرين

## الأشخاص
- عبد الحسين عبد الرضا (مواليد 1939) ممثل كويتي.
- عبد الرضا رحماني فضلي (مواليد 1958)، سياسي إيراني.
- عبد الرضا كاهاني (مواليد 1973) صانع أفلام إيراني.